# Математика
Математика (на старогръцки: μάθημα, матема – знание, изучаване, учене) е изучаването на области като количествата (т.е. теория на числата) , математически – абстрактни структури (включително пространствените структури) , типовете физично пространство , извършването на изчисления и математически анализ. . Сред математиците и философите съществуват най-разнообразни мнения по въпроса какво изучава математиката, тоест за областта на математиката, от което произтичат различните определения на тази наука . Няма приета дефиниция на математиката.
Математиците търсят определени „образци на шаблони“ и за да формулират нови теореми, аксиоми и типове математически доказателства. Когато откритите и изучени математически структури са базирани на добри (идеални, репетативни или количествено обозрими) модели, може да се използва математическо доказателство при създаването на научни прогнози и предвиждания (predictions) за определени теми, области или обекти.
Интересни дискусии и аргументи първо се появяват в древногръцката математика (а преди това, тоест още от предисторията се използва за изчисляване, измерване и за изучаване на формите и движенията на физическите обекти чрез дедуктивни разсъждения и абстракции), а по-късно математиката се развива в доста сложна и многостранна наука за абстрактни количествени и качествени връзки, форми и структури, с нейните аксиоматични системи от късния XIX век, като вече се приема за обичайно да се разглеждат математическите изследвания като установяване на математическата и научна истината чрез строги дедукции с използване на избрани аксиоми, научни дефиниции и определения.
Математиката е от съществено значение в много области, включително естествени науки, инженерство, медицина, финанси и социални науки. Приложна математика доведе до изцяло нови математически дисциплини, като статистика и теория на игрите. Математиците се занимават с чиста математика (математика заради себе си), без да имат предвид каквото и да било приложение, но практическите приложения за това, което започна като чиста математика, често се откриват по-късно.  

## Дефиниции
Аристотел определя математиката като „наука за количеството“. Тази дефиниция е доминираща до XVIII век.  През XIX век в математиката все по-дълбоко навлиза формализмът и се появяват абстрактни раздели като теорията на групите и проективната геометрия, които нямат пряка връзка с измерването на количества. Възникналите клонове на математиката не се вместват в класическото определение, затова математици и философи предлагат различни нови дефиниции.  Някои от тези дефиниции наблягат на дедуктивния характер на математиката, някои – на нейната абстрактност, а други конкретизират определени области от математиката. Понастоящем няма всеобщо приета дефиниция за математика; разминават се мненията дори на професионални математици.  При все че математиката е строга наука, тя има и естетическа страна, която я сродява с изкуството. Това разнообразие кара много математици да преустановят всякакви опити за дефиниране на математиката, тъй като я намират за недефинируема, използвайки израза: „Математиката е това, което математиците правят.“ 
Математиката е тясно свързана с изкуството. Само чрез познаване на пропорции, перспектива и симетрия може се създаде произведение на изкуството. Пример за това е гениалният Леонардо да Винчи, който се е занимавал с математическо систематизиране на природата. Показателна е скицата му Витрувиански човек, където описва пропорциите в човешкото тяло, както и терминът, който въвежда – Златно сечение.

## Етимология
Думата матема̀тика произлиза от старогръцката дума μάθημα (ма̀тема), която означава „наука, знание, познание“, но още в Древна Гърция се използва и в смисъла на „математическа наука“. Прилагателното μαθηματικός (математикòс) означава „свързан с учението“, но също и „математически“. До около XVII век в Европа под „математика“ повече се е разбирало това, което днес наричаме астрология, но с повишаването на научната ѝ приложимост тя започва да се разглежда самостойно, като дори след време Гаус (1777 – 1855 г.) я нарича „кралицата на всички науки“.

## История и развитие

### Възникване
Известни елементарни представи за количеството и за пространствените форми вероятно са били достояние на човешкия род още от неговата поява. Най-простите операции от този тип (сравняване на разстояния, установяване на липса на предмет сред малка група от предмети) са по силите дори на висшите животни. В процеса на развитие на човека тези първоначално прости представи са се обогатявали и усложнявали. На даден етап е възникнала нуждата от оформянето им в понятия и подреждането на натрупаните знания в стройна система.
Математиката като наука възниква с появата на цивилизования начин на живот през IV – III хил. пр. Хр. Но дори преди този период хората са имали нужда да отброяват разни неща, което съдим по намерени при разкопки сметала, направени от кости.
Първата по-сериозна математика се развива в Древен Египет, Месопотамия и в долината на Инд. На тези места сезонното поведение на големите реки Нил, Тигър и Ефрат и Инд позволява развитието на уседнал, земеделски начин на живот. Това обаче подтиква развитието на астрономията, за да се следи времето и хората да знаят кога да засаждат и прибират реколтата, на аритметиката и на геометрията, които са били нужни за целите на данъчното облагане, строителството, а по-късно намират приложение и във военното дело и изкуството. Основен източник на нашите знания за вавилонската математика са глинените клинописни плочки, а за математиката на Древен Египет – папирусът на Ринд.

### Математиката през Античността и Средновековието
По време на египетско-месопотамския период се развиват особено аритметиката, астрономията и елементарната геометрия. Основен проблем през този период е, че повечето математически резултати се използват без доказателства. Първият систематично издържан подход към математиката прилагат древните гърци. Тяхна заслуга е схващането да се използва система от очевидни истини, наричани аксиоми, въз основа на които се доказва верността на по-сложни твърдения, наричани теореми. Древните гърци развиват значително геометрията, теорията на числата, комбинаториката и диофантовата алгебра. Най-важни трудове от тази епоха са съчинението „Елементи“ на Евклид от Александрия и изследванията на Архимед, който използва в геометрична форма методи на математическия анализ.
С възхода на Римската империя, а по-късно и с нашествията на варварски народи към Европа математиката в елинския свят замира. Центърът на развитие се пренася на Изток — в Китай и Индия, а по-късно — в ислямския свят. Най-важното нововъведение на тази школа е използването на така наречените арабски цифри (включително нулата), които всъщност са изобретени от индийците. Позиционната бройна система значително улеснява пресмятанията. През IX век арабите поставят основите на алгебрата в познатия ни днес вид като наука, която се стреми да решава абстрактни задачи и да създава абстрактни модели на често срещани конкретни математически зависимости.

### Ренесанс и Просвещение
През XIV – XV век в Европа се развиват търговията и икономиката, което дава тласък на изкуството, философията и предприемачеството. Образува се средна класа и отслабва влиянието на Църквата върху обществото. Всичко това оказва влияние върху развитието на науката, в частност математиката.

### Големите научни открития
През XVI – XVII век се развива астрономията, описано е движението на видимите по онова време планети, а Декарт полага основите на аналитичната геометрия, чрез която орбитите на планетите били изразени с математически формули. По-късно Нютон и Лайбниц поставят основите на диференциалното и интегралното смятане, Нютон формулира основните закони на механиката и чрез тях дава математическо обяснение на движенията на планетите. Този напредък в разбирането на Вселената с помощта на логически издържан математически апарат спомага за развитието на математиката, физиката и техниката през следващите векове.

### Индустриалната революция
През XVIII и началото на XIX век са положени основите на функционалния анализ (от Ойлер и братята Бернули), теорията на групите (от Абел и Галоа), вариационното смятане (от Ойлер и Лагранж), хармоничния анализ (от Фурие), статистиката и теорията на вероятностите (от Лаплас), диференциалната геометрия (от Риман и Гаус), неевклидовата геометрия (от Лобачевски и Бояй), топологията (от Поанкаре) и др.

### Съвременна математика

#### XIX век
През XIX век математиката става все по-абстрактна. Това е времето, в което живее и работи Карл Фридрих Гаус (1777 – 1855). Като оставим настрана множеството негови приноси към науката, в чистата математика той прави революционната работа по функции от комплексни променливи в геометрията и върху конвергенцията на числови редове. Той дава първото задоволително доказателство на Основната теорема на алгебрата и на квадратичния закон за реципрочност.
През този век са развити две форми на неевклидова геометрия, при които постулатът за успоредност не е валиден.
Заедно с откритията в електрониката, машиностроенето и медицината този научен потенциал води до забележителното технологично развитие през XIX – XX век, но и позволява практическото осъществяване на ужаса на двете световни войни.

#### XX век
Влияние върху развитието на математиката през XX век оказва докладът на Давид Хилберт от 1900 година, в който той формулира 23 нерешени проблема. Част от тях са решени. През 1929 г. Андрей Николаевич Колмогоров предлага аксиоматизация на теорията на вероятностите. Важни резултати в математическата логика и постига Курт Гьодел. В края на века е доказана и Великата теорема на Ферма.
След появата на компютъра, интернет и възможностите за съвместна работа на огромен брой учени, в развитието на математиката все повече се разчита на изчислителната мощ на съвременните компютри и на колективната работа в екип. Така например през 1976 е доказана с помощта на компютър теоремата за оцветяване на равнинна карта само с четири цвята, а в периода 1995 – 2004 екип от повече от 100 учени успяват да направят класификация на крайните прости групи.

#### XXI век
През 2000 Математическият институт „Клей“ обявява седем Награди за решения на задачи на хилядолетиято (за решаването на която и да е от тях институтът предлага по 1 млн. долара), и през 2003 е доказана Хипотезата на Поанкаре от Григорий Перелман (който отказва да приеме наградата, тъй като е критичен към статуквото в математиката).
Днес повечето списания по математика имат своите онлайн версии и издания, освен хартиените издания, а много списания започват да бъдат издавани само онлайн. Има и засилен стремеж за свободно публикуване (под свободен лиценз), за първи път популяризирано от arXiv.
Актуална тема в математиката е приложението на геометричната алгебра и синтетичната геометрия за химичен синтез (виж физикохимия).

## Математически език и подход на разсъждаване

### Език на математиката
Езикът на математиката се развива заедно със самата наука. Така например древногръцката математика използва думи и изречения, за да изкаже каквото и да е математическо твърдение. Впоследствие обаче индо-арабската школа въвежда използването на символи, които се съчетават в математични изрази, наричани формули. Към началото на XXI век вече се е установило като правило, че с буквите от началото на латиницата се обозначават параметри (например коефициентите на полином или страните на многоъгълник), а с буквите от края на латиницата – неизвестни величини; гръцките букви се използват в геометрията за обозначаване на ъгли, отношения и др. Тези неписани правила са въведени през XVIII век от Ойлер.
Символи се използват и за да заместват думи или цели изрази. Например символът ∈ в теорията на множествата означава „принадлежи на“, ∃ замества „съществува“, ⇒ ще рече „верността на предходното твърдение е предпоставка за верността на последвалото“. Повечето от символите, с които се означават различни операции и функции са дадени в Таблица на математически символи.
Математиката борави с точно въведени понятия, поради което често науките, които почиват върху нейните основи, се наричат точни науки. Например в математиката понятия като множество, клас, група, категория, които в ежедневния език може да се използват и като синоними, имат свое „строго“, различно значение.

### Математически подход на работа
Математиците използват системи от абстракции и аксиоми, чрез които съставят научни догадки, които после се стремят да докажат, следвайки правилата на логиката. Съвкупност от причинно-следствено обвързани доказани твърдения, които образуват някаква „научна цялост“, се наричат теория.
Всяка теория обикновено започва с изброяване на абстрактни понятия и позволени операции. Абстракциите са идеята за предмети, с които може да се извършват определен набор от операции, но които нямат конкретна реална стойност, или за действия, които теоретично може да се изпълнят. Примерно, числата са абстракция за брой – числото 7 обозначава количество, което се повтаря седем пъти, независимо дали говорим за 7 дни в седмицата, 7 круши в кошницата или 7 метра дължина. Параметрите са по-сложна абстракции за числова стойност, дължина на отсечка или друго количество (в зависимост от ситуацията), с които могат да се извършват аритметични операции. Събирането е пример за абстрактна операция с числа или параметри, която мисловно замества евентуалното реално увеличаване в количеството круши или удължаването на дадена действителна отсечка.
След това е нужно да се посочи система от аксиоми. Това са „самодоказващи се правила“, за които се прави уговорката, че са верни по допускане (без доказателство). Това са първичните закони, които показват какви логически действия имаме право да използваме в съответната теория. Така например a + b = b + a е аксиома, известна като комутативност. Тя е едно от основните правила на елементарната аритметика. Освен ако не допуснем като аксиоми по-прости правила, това свойство няма как да се докаже и се приема като даденост. (Това, разбира се, не значи, че тази аксиома е нужно да важи навсякъде извън рамките на аритметиката на числата.)
Когато бъде посочено с какви обекти се работи, какви операции могат да се извършват с тях и какви основни закони трябва да спазват, в развитието на математичната теория се преминава към съставяне на научни хипотези. Те може да имат както построителен, така и качествен характер. За доказателството им се използват дадените аксиоми, както и по-рано доказани твърдения, като целта е да не се получават логически противоречия. Ако такива се появят, значи аксиоматиката и наборът описани операции са логически неиздържани. Един от типичните видове логически противоречия са парадоксите – твърдения, за които от верността им следва факт, който им противоречи, а от погрешността им следва факт, който ги потвърждава. Един от най-известните парадокси е този на Ръсел, който се състои в това, че съвкупността M ≔ {A|A ∉ A} няма как да е множество, иначе M ∈ M ⇔ M ∉ M. Той е в основата на развитието на аксиоматичната теория на множествата.
В миналото математиците са се надявали да съставят пълна (крайна) система от абстракции и аксиоми, чрез които да може да се докаже всяка математическа истина. Това е основната цел на програмата на Хилберт. Впоследствие обаче Гьодел доказва, че такава формална система не съществува. Това твърдение е известно като теорема за непълнотата. В основата на доказателството лежи построяването на твърдение, което е истинно в теорията на числата, но не следва от нейните аксиоми. Този недостатък е неотстраним: както и да съставим непротиворечив краен списък от аксиоми на аритметиката, винаги ще бъде възможно да се състави вярно, но недоказуемо твърдение.

### Опитно проверяване на теория
Нерядко, особено в приложната математика, се налага да се провери дали логически издържана и привидно пълна теория описва достатъчно добре даден реален обект. За целта се правят научни опити или (компютърни) симулации.

## Области на математиката
Математиката най-общо може да се раздели на изследване на количествата, структурите, пространството и измененията, съответно предмет на аритметиката, алгебрата, геометрията и анализа. В допълнение към тези основни теми има и няколко други подразделения, изследващи връзките между сърцевината на математиката към други научни полета: логика, теория на множествата (основи на математиката), към емпиричната математика, която е част от множество науки (приложна математика) и в последно време в подробното изследване на несигурността.

### Основи и философия на математиката
Подобластите на математическата логика и теорията на множествата възникват, за да изяснят недвусмислено строежа и начина на разсъждаване в математиката. Математическата логика включва математическото изследване на логиката и прилагането на формално мислене към останалите области на математиката, а теорията на множествата изучава какво трябва да се разбира под съвкупност от обекти, без да възникват парадокси като този на Ръсел. Тяхната основна задача е да постави математиката в твърда аксиоматична рамка и да изследва последствията от това (доколкото това е възможно). Теорията на категориите разглежда математическите структури и отношенията между тях от най-обобщена абстрактна гледна точка. Тя все още е в процес на развитие.
Исторически тези области на математиката са развити относително късно – в периода около 1900 – 1930. По това време няколко принципни спора, като тези за теорията на Кантор и противоречията между Лойцен Егбертус Ян Брауер и Давид Хилберт, пораждат нуждата от по-строги основи на математиката. Говори се дори за „криза на основите“. Известни разногласия за основите на математиката се запазват и до наши дни.
Съвременната математическа логика се подразделя на теория на рекурсията, теория на моделите и теория на доказателствата и е тясно свързана с теоретичната информатика.

### Теория на множествата
| {\displaystyle p\Rightarrow q\,} |                       |                       |  |
| Математическа логика             | Теория на множествата | Теория на категориите |  |

### Чиста математика
Чистата математика се занимава с абстрактни постановки и задачи, които нямат практическа насоченост. Апаратът, който тя развива, има голям обхват на приложимост в различни дялове на науката и живота.
Количество
Изследването на количествата започва с абстракцията число. Основният пример за такива са обичайните естествени и цели числа, с които сме в състояние да изградим дискретната математика. Основните операции, които могат да се извършват с числа, се изучава от аритметиката. Аритметичните свойства на целите числа се изследват по-задълбочено от теорията на числата. Изследването на естествените числа довежда до идеята за трансфинитните числа, с които се дефинира формално безкрайността. Друга гледна точка за безкрайността е отразена в кардиналните числа, използвани за сравнение на размера на безкрайно големи множества чрез концепцията за мощност.
Основен недостатък на целите числа е, че невинаги сме в състояние да разделим две цели числа едно на друго (без остатък) и да получим цяло число. За да се превъзмогне този слабост, по-късно са развити рационалните числа. Те от своя страна са надградени от реалните числа, чрез които вече могат да описват непрекъснатиструктури. Идеята за реалните числа е обобщена от тази за хиперреалните числа, чрез които (с помощта на филтри) може да се изгради диференциалният анализ без необходимостта на идеята за сходимост. Алгебрично реалните числа са надградени от комплексните числа. Те са най-малкото числово поле, което е алгебрически затворено. Комплексните числа също могат да се разширят алгебрически – следващите стъпки в тази насока са кватернионите и другите хиперкомплексни числа. При този процес обаче се губят някои аритметични свойства.
| {\displaystyle 1,2,3,...} | {\displaystyle ...-2,-1,0,1,2,...} | {\displaystyle -2,{\frac {2}{3}},1.21\,\!} | {\displaystyle -e,{\sqrt {2}},3,\pi \,\!} | {\displaystyle 2,i,-2+3i,2e^{i{\frac {4\pi }{3}}}\,\!} |
| Естествени числа (ℕ)      | Цели числа (ℤ)                     | Рационални числа (ℚ)                       | Реални числа (ℝ)                          | Комплексни числа (ℂ)                                   |
Структура
Много математически обекти, като числовите множества и функциите, имат вътрешна структура, проявяваща се при прилагане върху тях на различни операции и релации. Предмет на математиката е да изучава и ако е възможно, да обобщава, тази структура. Комбинаториката например изучава начините, по които обекти се вместват в дадена структура.
Често различни математически категории проявяват сходни свойства, което дава възможност чрез повишаване на нивото на абстракция да се постулират обобщени аксиоми за цели класове структури, което се прави с цел да се изследват наведнъж. Така се появяват изследванията на групите, пръстените, полетата, векторните пространства и други обобщени системи, които са в основата на абстрактната алгебра. Поради силната си обобщеност, абстрактната алгебра често се прилага при привидно несвързани задачи. Например наборът от задачи от Античността, свързани с построението с линийка и пергел на разни фигури, в крайна сметка са решени с помощта на теорията на Галоа. Друг пример за структурна теория е линейната алгебра, която представлява обобщено изследване на линейните пространства, чиито елементи, векторите, имат едновременно размер и посока и се използват за моделиране на отношения между точки в пространството.
Проявление на изучаването на математическия строеж е и теорията на представянията, която изследва как елементите на математични структури могат да се представят като линейни преобразувания на векторни пространства. По този начин може да се опрости изучаването на по-сложни структури, като използваме добре разучените качества на линейната математика, както и могат да се търсят връзки между различни видове структури.
| {\displaystyle {\begin{matrix}(1,2,3)&(1,3,2)\\(2,1,3)&(2,3,1)\\(3,1,2)&(3,2,1)\end{matrix}}} |                   |                   |                   |         |
| Комбинаторика                                                                                 | Теория на числата | Теория на групите | Теория на графите | Алгебра |
Пространство
Математическото изследване на пространството се занимава с абстракциите за положение, отдалеченост, повърхнина, взаимоотношение между обекти и др. То води началото си от геометрията и по-специално от евклидовата. Изучаването на пространството често използва математическия апарат от други раздели на математиката. Тригонометрията например е клон на геометрията, който разглежда отношенията между страните и ъглите на равнинни многоъгълници и обемни многостени с помощта на тригонометрични функции. По този начин се съставя количествено (числово) описание на пространството. Съвременното изучаване на пространството надгражда тази концепция, като преплитането на числовите и пространствени величини са в основата на аналитичната, диференциалната и алгебричната геометрия. Диференциалната геометрия включва математическия анализ на многообразията и кривите, като използва векторен и тензорен анализ. В центъра на алгебричната геометрия е разглеждането на геометрични обекти като множества от решения на алгебрични уравнения, както и изучаването на топологичните групи.
Други съвременни насоки на развитие са многомерните геометрии и неевклидовите геометрии, които играят важна роля в математическата физика. В последно време все по-голямо приложение намират компютърните технологии, с чиято помощ могат да се извършват пространствени симулации, непосилни някога поради сложността си.
Друга гледна точка към разбирането на пространството предлага топологията, която е сред най-бързо развиващите се математически области през XX век. При нея интерес представляват повече свързаността и структурното подобие между пространствени обекти, отколкото конкретната им форма или размери. Поддялове на топологията са общата, алгебричната и диференциалната топология. По-конкретни направления са теориите за метризуемостта или за хомотопията, теорията на Морс и др.
|           |               |                         |           |                     |
| Геометрия | Тригонометрия | Диференциална геометрия | Топология | Фрактална геометрия |
Изменение
Разбирането и описването на промените е обичаен проблем на естествените науки. Математическият анализ възниква и се развива като способ за неговото разрешаване. Основното средство за постигането на тази цел е концепцията за функциите. Изследването на реалните числа и функциите на реални променливи се нарича реален анализ, а съответната област, занимаваща се с комплексните числа – комплексен анализ. Много природни явления се свеждат до зависимости между величини и степента на тяхната промяна, които се описват с диференциални уравнения. С изменението на цели системи се занимава теорията на стабилността и динамичните системи. Примери за по-специализирани области на математическия анализ са функционалният анализ, който изучава пространствата от функции, обикновено с безкраен брой измерения, и теорията на хаоса, която изследва сложността на динамични системи.
Като цяло математическият анализ служи като апарат за изучаване на другите предмети на математиката и затова е силно преплетен с тях.
|                      |                 |                         |                 |                   |
| Математически анализ | Векторен анализ | Диференциални уравнения | Теория на хаоса | Комплексен анализ |

### Приложна математика
Приложната математика е приложението и предоставяне на математически методи, чрез които да се решават задачи от други полета на науката или в индустрията.
Тоест приложната математика е свързана с различни дисциплини като физика, инжинерни науки, медицина, бизнес, компютърни науки и индустрия.
Специфично това могат да бъдат теоретична информатика, компютърна алгебра, числов анализ
Към нея се включват всички математични теории, чиято основна цел е да разрешат точно определени, абстрактни или (неформализирани) неабстрактни задачи. Нерядко в миналото приложни дялове на математиката са дали основа за развитието на области от чистата математика, затова не може да се прави строго разграничение между тези два типа математика.
|                      |                        |                     |
| Математическа физика | Математическа биология | Математическа химия |

#### Статистика
Предмет на статистиката и изследването на операции е да събират и впоследствие да анализират данни или да тестват научни предположения. Това се извършва като се съставят на опити, които да предоставят такъв набор от сведения, които да потвърдят или оборят съвместимостта на някоя математична теория с реалността. За решаването на тази задача е нужно да се избере подходяща „случайна“ извадка от реализации на изследваното събитие, да се извлекат нужните сведения от нея и да се приложи статистически анализ на получената информация. Основният математически апарат, с който борави този поддял на приложната математика, е теорията на вероятностите и статистиката.
Част от изследването на операции е и теорията на стохастичните процеси, теорията на игрите, финансовата математика и теорията на контрола. Те се използват, за да се пресъздава поведението на определена система, като въз основа на проведената симулация да се направи научен извод. Той може да бъде предложение за вземане на някакво решение, съвет как да се подобри работа на системата или математическа прогноза как тя (вероятно) ще се развива в бъдеще.

#### Компютърна математика
|                  |                      |                         |            |                      |                     |                                     |
| Теория на игрите | Математическа физика | Теория на вероятностите | Статистика | Математическа физика | Математическа химия | Регулаторна теория (control theory) |

Компютърната математика включва математически изследвания в математиката и други области на науката, където математическия анализ се използва за изчисления.

#### Изчислителна математика
Вижте също Изчислителни операции и изследване на операции
Този дял на приложната математика има за цел да реши задачи, които изискват изчислителен ресурс, надвишаващ човешките способности. За целта се разчита основно на компютри, но самата изчислителна математика има основи много преди тяхната поява. Още от дълбока древност например се търси начин нерационални числа и обекти да се приближат с рационални такива, заради по-лесното работене с вторите. Друга важна задача на числения анализ е да се определи с помощта на функционалния анализ стойността на произволни функции с набелязана предварително точност. Част от задачите на изчислителната математика е и оптимизирането на бързодействието и точността на вече намерени изчислителни методи.
Тези проблеми между впрочем стоят зад създаването на съвременния компютър. След неговата поява към областта на изчислителната математика се прибавят нови раздели като компютърната логика, теорията за сложността и теорията на информацията.
|               |              |              |             |
| Числен анализ | Оптимизиране | Криптография | Изчислимост |